# Bas Birker
Bas Birker (Goirle, 11 juni 1979) is een Nederlands-Belgische stand-upcomedian en MC.

## Levensloop
Birker ging naar school in Tilburg en had later een coffeeshop. Hij begon zijn comedy-carrière in 2000 door op te treden zowel als MC en als comedian in verschillende cafés en comedyclubs in Nederland en België. Hij verhuisde naar Vlaanderen in 2010. Jarenlang trad hij op met andere stand-upcomedians.  
In 2013 bracht hij zijn eerste zaalshow 'Op weg'. Met zijn volgende show Sowieso, gecoacht door Wim Helsen, trad Birker in 2016 tweemaal op voor 200 man in het Antwerpse Sportpaleis. Vanaf januari 2018 tourde hij met de show Je moeder!.
Birker trad op in kleine zalen, cafés en clubs maar ook op festivals zoals Pukkelpop (2007 en 2022), Lowlands 2018 en Comedy Casino Festival. 
In 2012 startte Birker een eigen 'Comedy Academy' in Vlaanderen waarin hij workshops en masterclasses aanbiedt voor aspirant-comedians.
Hij werkt ook bij Vlaamse radiozenders. Bij Radio 2 was hij een van de vaste gasten in het programma De Weekwatchers. Op Radio 1 is hij een van de auteurs/voorlezers van het Middagjournaal (een radiocolumn) in het programma Nieuwe Feiten.
Voor zijn veertigste verjaardag maakte Bas Birker in veertig dagen een show genaamd 404040, die op 11 juni 2019 in de Bourlaschouwburg in première ging na 40 try-outs. Deze eerste voorstelling was ook meteen de laatste. De show is integraal online gezet.

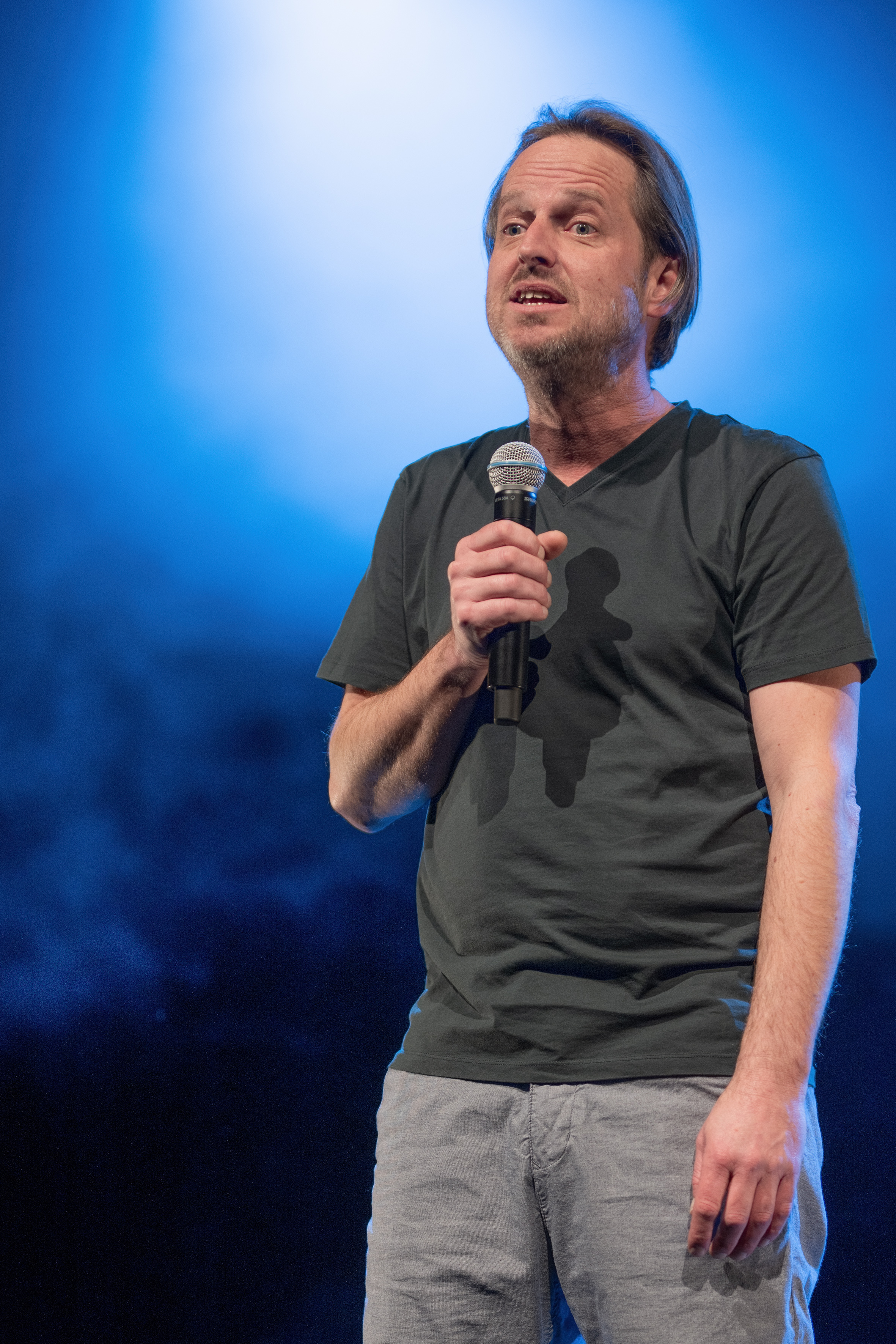
Tijdens "In Blijde Verachting"

In 2020 maakte Birker de show Belg waarmee hij in Nederland optrad en verslag uitbracht over zijn ervaringen in België. Vanaf oktober 2022 ging hij op tournee door België en Nederland met de zaalshow In Blijde Verachting. 
Birker is sinds 2022 regelmatig te gast als "tafelspringer" in de dagelijkse talkshow De tafel van Gert op Play4. 
In 2023 bracht Birker een kinderboek uit bij uitgeverij Lannoo: Daantje Dodo wil een hond (maar papa niet). 

## Shows
- Op Weg (2013)
- Sowieso (2016)
- Je moeder! (2018)
- 404040 (2019)
- Belg (2020)
- In Blijde Verachting (2022)